# اضطراب السلوك
اضطراب السلوك هو اضطراب عقلي يتم تشخيصه في مرحلة الطفولة أو المراهقة ويظهر من خلال نمط متكرر ومستمر من السلوكيات التي ينتهك فيها الحقوق الأساسية للآخرين أو الأعراف الرئيسية المناسبة للعمر، وغالبا ما يشار إلى هذه السلوكيات باسم «السلوكيات المعادية للمجتمع.» وغالبا ما يتم اعتباره  مقدمة لاضطراب الشخصية المعادية للمجتمع، وهو تعريف لا يتم تشخيصه حتى يبلغ الفرد سن 18 سنة.
يُقدر عدد المصابين باضطراب السلوك حوالي 51.1 مليون شخص على مستوى العالم اعتبارًا من عام 2013.

## الأعراض والعلامات
يعد أحد أعراض اضطراب السلوك هو مستوى أقل من الخوف. تُظهر الأبحاث التي أجريت على تأثير التعرض للخوف والضيق على الأطفال الصغار أن الانفعال السلبي (الخوف) يتنبأ برد فعل الأطفال العاطفي تجاه الضيق. ويدعم النتائج أنه إذا كان مقدم الرعاية قادراً على الاستجابة لإشارات الأطفال الرضع، فإن الطفل يكون لديه قدرة أفضل على الاستجابة للخوف والضيق. إذا لم يتعلم الطفل كيف يتعامل مع الخوف أو الضيق، فمن الأرجح أن يكون الطفل أكثر عدوانية تجاه الأطفال الآخرين. وإذا كان مقدم الرعاية قادراً على توفير التدخل العلاجي وتعليم الأطفال المعرضين للخطر مهارات عاطفية أفضل، سيكون للطفل معرضا بدرجة أقل لاضطراب السلوك.

### مسار تطور المرض
يعتقد حاليا أن هناك اثنين من مسارات التطور تؤدي إلى اضطراب السلوك. يعرف الأول باسم «النوع البادئ من الطفولة» ويحدث عند ظهور أعراض اضطراب السلوك قبل عمر 10 سنوات. غالباً ما يرتبط هذا المسار بدورة حياة أكثر استمرارية وسلوكيات أكثر انتشارًا. على وجه التحديد، فإن الأطفال في هذه المجموعة لديهم مستويات أعلى من أعراض مرض «نقص الانتباه وفرط الحركة»، والعجز العصبي النفسي، والمزيد من المشاكل الأكاديمية، وزيادة الاختلال الوظيفي العائلي، وارتفاع احتمالية العدوان والعنف.
هناك جدل بين الأخصائيين فيما يتعلق بصحة ومصداقية تشخيص الأطفال الصغار بمرض اضطراب السلوك. غالبا تشاهد الخصائص اللازمة للتشخيص عند الأطفال الصغار الذين يتم تحويلهم إلى أخصائيي الصحة العقلية. قد يكون التشخيص السابق لأوانه عند الأطفال الصغار، وبالتالي تصنيف الشخص، غير مناسب. كما يقال إن بعض الأطفال قد لا يكون لديهم في الواقع اضطراب سلوكي، لكنهم ينخرطون في سلوك تخريبي مناسب لنشأتهم.
ويعرف المسار الثاني لتطور المرض باسم «النوع البادئ من المراهقة» ويحدث عند ظهور أعراض اضطراب السلوك بعد عمر 10 سنوات. ويظهر الأفراد الذين يعانون من «اضطراب السلوك البادئ من المراهقة» اختلالا نفسيا أقل من أولئك الذين يعانون من «النوع البادئ من الطفولة»، ولا يتصفون بنفس المرض النفسي. وفي بعض الأحيان سوف تخف الأنماط المنحرفة لهؤلاء الأشخاص قبل مرحلة البلوغ. وقد أظهرت الأبحاث أن هناك عددًا أكبر من الأطفال الذين يعانون من اضطراب السلوك في مرحلة المراهقة عن الأطفال الذين يعانون من بداية الطفولة، مما يشير إلى أن اضطراب السلوك عند المراهقين يعتبر مبالغة في سلوكيات التطور التي تُرى عادة في مرحلة المراهقة، مثل التمرد ضد رموز السلطة، ورفض القيم التقليدية. ومع ذلك، لم يتم توثيق هذه الحجة وتشير الأبحاث التجريبية إلى أن هذه المجموعات الفرعية ليست موثقة كما كان يعتقد من قبل.
بالإضافة إلى هذين المسارين المعترف بهما من قبل DSM-IV-TR ، يبدو أن هناك علاقة بين اضطراب التحدي والمعارضة، واضطراب السلوك، واضطراب الشخصية المعادية للمجتمع. على وجه التحديد، أظهرت الأبحاث اتصال بين الاضطرابات، فمثلا يتم تشخيص اضطراب السلوك في كثير من الأحيان لدى الأطفال الذين تم تشخيصهم في السابق باضطراب التحدي والمعارضة، ومعظم البالغين الذين يعانون من اضطراب الشخصية المعادية للمجتمع قد تم تشخيصهم في السابق باضطراب السلوك. على سبيل المثال، أظهرت بعض الأبحاث أن 90٪ من الأطفال الذين تم تشخيص إصابتهم باضطراب السلوك لديهم تشخيص سابق باضطراب التحدي والمعارضة. علاوة على ذلك، يتشارك كلا الاضطرابين عوامل خطر وسلوكيات مدمرة ذات صلة ببعضها، مما يوحي بأن اضطراب التحدي والمعارضة منشأ تمهيدي وصورة أخف لمرض اضطراب السلوك. ولكن هذا لا يعني أن هذا المسار يحدث في جميع الأفراد. في الواقع، فإن حوالي 25 ٪ فقط من الأطفال الذين يعانون من اضطراب التحدي والمعارضة سيتم تشخيصهم لاحقا باضطراب السلوك. بالمقابل، هناك ارتباط ثابت بين اضطراب السلوك وتشخيص اضطراب الشخصية المعادية للمجتمع كشخص بالغ. في الواقع، تتطلب المعايير التشخيصية الحالية لاضطراب الشخصية المعادية للمجتمع تشخيص اضطراب السلوك قبل سن 15 عاما. ومع ذلك، 25-40 ٪ فقط من الشباب الذين يعانون من اضطراب السلوك سوف يصابون باضطراب الشخصية المعادية للمجتمع. وبالرغم من ذلك، فإن العديد من الأفراد الذين لا يستوفون المعايير الكاملة لتشخيص اضطراب الشخصية المعادية للمجتمع لا يزالون يظهرون نمطًا من الاختلالات الاجتماعية والشخصية أو السلوكيات المعادية للمجتمع. هذه المسارات التطورية ترجح وجود سلوكيات معادية للمجتمع عند بعض الأفراد والتي لها آثار مهمة على كل من البحث العلمي والعلاج.

### الحالات ذات الصلة
لدى الأطفال الذين يعانون من اضطراب السلوك خطورة عالية للإصابة بمشاكل التكيف الأخرى. على وجه التحديد، تم ربط عوامل الخطر الخاصة باضطراب السلوك وتأثير أعراض اضطراب السلوك على السياق النفسي والاجتماعي للطفل بالتداخل مع الاضطرابات النفسية الأخرى. بهذه الطريقة، يبدو أن هناك علاقة متبادلة من الاعتلال المشترك مع اضطرابات معينة، مما يؤدي إلى زيادة العرضة للخطر بشكل عام لهؤلاء الشباب.

#### اضطراب نقص الانتباه وفرط الحركة
يعد اضطراب نقص الانتباه وفرط الحركة هو أكثر الحالات شيوعا المرتبطة باضطرابات السلوك، مع ما يقرب من 25-30 ٪ من الأولاد و 50-55 ٪ من الفتيات المصابات باضطراب السلوك لديهم تشخيص مشترك باضطراب نقص الانتباه وفرط الحركة. في حين أنه من غير المحتمل أن يكون اضطراب فرط الحركة ونقص الانتباه وحده عامل خطر لتطوير اضطراب السلوك، إلا أن الأطفال الذين يظهرون فرط النشاط والاندفاع مع العدوانية يرتبطون ببداية مبكرة لمشاكل السلوك. علاوة على ذلك، يظهر الأطفال المصابون بكلا المرضين- اضطراب السلوك مع اضطراب نقص الانتباه وفرط الحركة- عدوانية أشد.

#### اضطراب استخدام المواد المخدرة
يرتبط اضطراب السلوك ارتباطًا كبيرًا أيضًا باستخدام المواد المخدرة وسوء استخدامها. فالأطفال الذين يعانون من اضطراب السلوك لديهم بداية مبكرة لاستخدام المواد المخدرة، مقارنة مع أقرانهم، ويميلون أيضا إلى استخدام مواد متعددة. وكذلك يمكن أن تؤدي اضطرابات تعاطي المخدرات نفسها بشكل مباشر أو غير مباشر إلى سمات مشابهة لاضطراب السلوك في حوالي نصف المراهقين الذين يعانون من اضطراب تعاطي المخدرات. يستنتج مما سبق أن هناك علاقة متبادلة بين تعاطي المخدرات ومشكلات السلوك، بحيث تزيد السلوكيات العدوانية من تعاطي المخدرات، مما يؤدي إلى زيادة السلوك العدواني.
يمكن أن يؤدي استخدام المواد المخدرة في حالات اضطراب السلوك إلى سلوك معادي للمجتمع في مرحلة البلوغ.

## الأسباب
في حين أن سبب اضطراب السلوك معقد بسبب تفاعل يصعب تعريفه بين العوامل البيولوجية والبيئية، فإن تحديد الآليات الكامنة وراءه أمر بالغ الأهمية للحصول على تقييم دقيق وتقديم علاج فعال. تعد هذه الآليات بمثابة اللبنات الأساسية التي يتم على أساسها تطوير العلاج القائم على الدليل. وعلى الرغم من التعقيدات، فقد تم التعرف على العديد من الاتجاهات التي تتورط في نشأة اضطراب السلوك بما في ذلك المتغيرات المعرفية والعوامل العصبية والعوامل داخل الفرد، وتأثيرات الأسرة والأقران، وعوامل أوسع في ذك السياق. قد تختلف هذه العوامل أيضًا وفقًا للعمر الذي يبدأ عنده المرض، بوجود متغيرات ترتبط بالبدايات المبكرة (مثل: العناصر الأساسية للنمو العصبي) مختلفة عن المتغيرات التي تربتبط ببداية مرحلة المراهقة (على سبيل المثال، العلاقات الاجتماعية / العلاقات مع الأقران).

### عوامل الخطر
لا تعد نشأة مرض اضطراب السلوك ثابتة أو محددة سلفًا. يوجد عدد من عوامل الخطر وعوامل الوقاية التي يمكن أن تؤثر وتغير النتائج، وفي معظم الحالات ينشأ اضطراب السلوك بسبب التفاعل والتراكم التدريجي لعوامل الخطر. بالإضافة إلى عوامل الخطر المحددة كسبب للمرض، توجد العديد من المتغيرات الأخرى التي تضع الشباب في خطر متزايد لنشأة اضطراب السلوك، بما في ذلك الاعتداء الجسدي للأطفال وتعاطي الكحول قبل الولادة وتدخين الأمهات أثناء الحمل. كما تم تحديد العوامل الوقائية، ويعد أبرزها معدل الذكاء المرتفع، والإناث، والتوجيهات الاجتماعية الإيجابية، ومهارات التأقلم الجيدة، والعلاقات الأسرية والمجتمعية الداعمة.
ومع ذلك لا يمكن اعتبار مجرد ارتباط بين عامل خطر معين ونتائج تطورية لاحقة (مثل اضطراب السلوك) كدليل نهائي على وجود علاقة سببية. يمكن أن يحدث اختلاف مشترك بين متغيرين، على سبيل المثال، إذا كانا يمثلان تعبيرات خاصة بالعمر لعوامل جينية متماثلة. فمثلا، يخضع الميل إلى التدخين خلال فترة الحمل لتأثير جيني كبير (كما ورد في بحث: D'Onofrio et al. 2007)، كما هو الحال في اضطراب السلوك. وبالتالي، يمكن للجينات التي تخلص الأم من التدخين أثناء الحمل أن تخلص الطفل من تطور اضطراب السلوك بعد انتقال الصفة في الانقسام الميتوزي. في الواقع (كما ورد في بحث رايس وآخرون 2009) وجد أنه في أزواج (الأم-الجنين) التي لم تكن ذات صلة وراثيا (بسبب الإخصاب في المختبر)، لم تنشأ أي صلة بين التدخين أثناء الحمل ومشاكل السلوك في وقت لاحق. وبالتالي، فإن التمييز بين السببية والارتباط هو اعتبار مهم.[استشهاد منقوص البيانات]

### صعوبات التعلم
في حين أن ضعف اللغة أكثر شيوعًا قرابة 20-25 ٪ من الشباب الذين يعانون من اضطراب السلوك لديهم نوع من الإعاقة في التعلم. وعلى الرغم من أن العلاقة بين الاضطرابات معقدة، يبدو كما لو أن إعاقات التعلم ناتجة عن مزيج من اضطراب نقص الانتباه وفرط الحركة مع تاريخ سابق من الصعوبات والفشل الأكاديمي وكذلك صعوبات طويلة الأمد في التواصل الاجتماعي مع العائلة والأقران. ومع ذلك، يجب أيضًا دراسة العوامل المخفية المربكة في هذه العلاقة، مثل العجز اللغوي، أو عيوب المرتبطة بالوضع الاجتماعي الاقتصادي، أو التأخر في النمو العصبي، حيث يمكن أن تساعد هذه العوامل في تفسير بعض الارتباط بين اضطراب السلوك ومشاكل التعلم.

### العوامل المعرفية
من حيث الوظيفة المعرفية، فإن الذكاء والعجز المعرفي شائعان بين الشباب الذين يعانون من اضطراب السلوك، وخاصة أولئك الذين لديهم بداية مبكرة للمرض ولديهم حاصل ذكاء (IQ) له انحراف معياري واحد أقل من المتوسط. وعجز شديد في المنطق اللفظي والوظيفة التنفيذية. قد تظهر صعوبات الوظيفة التنفيذية من خلال قدرة المرء على الانتقال بين المهام، والتخطيط، بالإضافة إلى التنظيم، وكذلك منع الاستجابة التلقائية. هذه النتائج تظل صحيحة حتى بعد الأخذ بعين الاعتبار المتغيرات الأخرى مثل الوضع الاجتماعي الاقتصادي (SES)، والتعليم. ومع ذلك، فإن العجز في حاصل الذكاء والوظائف التنفيذية ليست سوى جزء واحد من اللغز، ويزداد حجم تأثيرها من خلال عمليات التداخل مع العوامل البيئية.

### اختلافات المخ
وبالإضافة إلى الصعوبات في الوظيفة التنفيذية، فإن الأبحاث العصبية على الشباب الذين يعانون من اضطراب السلوك تظهر أيضا اختلافات في تشريح المخ ووظيفته تعكس السلوكيات والاختلالات العقلية المرتبطة باضطراب السلوك. بالمقارنة مع مجموعة التحكم العادية، أظهر الشباب الذين يعانون من اضطراب السلوك في الطفولة والمراهقة استجابات أقل في مناطق المخ المرتبطة بالسلوك الاجتماعي (أي اللوزة المخية، القشرة المخية قبل الجبهية البطنية، والفص الجزيري، والقشرة الأمامية المدارية). بالإضافة إلى ذلك، أظهر الشباب الذين يعانون من اضطراب السلوك أيضا استجابة أقل في المناطق المدارية الأمامية للدماغ خلال مهمة تعزيز المحفزات والمكافأة. يقدم هذا تفسيرًا عصبيًا لسبب تكرار الشباب الذين يعانون من اضطراب السلوك أنماط اتخاذ القرار السيئة. وأخيرًا، يظهر الشباب الذين يعانون من اضطراب السلوك انخفاضًا في حجم المادة الرمادية في اللوزة المخية، وهو ما قد يؤدي إلى حدوث نقص في حالة الخوف. وقد ارتبط هذا الانخفاض بصعوبة في معالجة المحفزات العاطفية الاجتماعية، بغض النظر عن سن بداية المرض. وبجانب الاختلافات في التشريح العصبي وأنماط التنشيط بين الشباب الذين يعانون من اضطراب السلوك ومجموعة التحكم، فإن التشكيلات الكيميائية العصبية تختلف أيضًا بين المجموعات. يتميز الأفراد الذين يعانون من اضطراب السلوك بانخفاض مستويات السيروتونين والكورتيزول (من خلال انخفاض محور الغدة النخامية - الغدة الكظرية)، بالإضافة إلى انخفاض أداء النظام العصبي اللاإرادي (ANS). يرتبط هذا الانخفاض بعدم القدرة على تنظيم المزاج والسلوكيات المندفعة، وإشارات ضعيفة من القلق والخوف، وانخفاض تقدير الذات. هذه النتائج مجتمعة قد تكون مسؤولة عن بعض التباين في الأنماط النفسية والسلوكية للشباب الذين يعانون من اضطراب السلوك.

### العوامل الشخصية
وبجانب النتائج المتعلقة بالوظائف العصبية والكيميائية للشباب الذين يعانون من اضطراب السلوك، قد تكون العوامل الشخصية مثل الوراثة ذات صلة أيضا. حيث أن وجود شقيق أو أحد الوالدين يعاني من اضطراب السلوك يؤدي إلى زيادة احتمال حدوث الاضطراب، مع معدل توريث قدره 0.53 . ويميل رابط الوراثة أن يكون أقوى في الأفراد المصابين في بداية الطفولة مقارنة مع المراهقين. بالإضافة إلى ذلك، يظهر الشباب الذين يعانون من اضطراب السلوك تعدد شكلي في جين أوكسيديز أحادي الأمين،
انخفاض معدل ضربات القلب عند الراحة، وزيادة هرمون التستوستيرون.

### تأثير العائلة والأقران
وقد تلعب عناصر الأسرة والبيئة الاجتماعية أيضًا دورًا في نشأة اضطراب السلوك واستمراره. على سبيل المثال، يرتبط السلوك المعادي للمجتمع الذي يدل على اضطراب السلوك بوجود والد وحيد، وطلاق الأبوين، وحجم الأسرة الكبير، وصغر سن الأمهات. ومع ذلك، فمن الصعب عزل هذه العوامل عن المتغيرات الديموغرافية الأخرى المعروفة بأنها مرتبطة باضطراب السلوك، بما في ذلك الفقر والوضع الاجتماعي والاقتصادي المنخفض. يلعب أداء الأسرة والتفاعلات بين الوالدين والطفل أيضًا دورًا كبيرًا في عدوانية الطفولة واضطراب السلوك، مع انخفاض مستوى مشاركة الوالدين، وعدم كفاية الإشراف على الأطفال، والممارسات الانضباطية غير المتوقعة والتي تعزز سلوكيات الشباب المتحدية. وكذلك فإن تأثير الأقران مرتبط بتطور السلوك المعادي للمجتمع في الشباب، وخاصة الرفض من قبل الأقران في مرحلة الطفولة أو الارتباط بأقران منحرفين. إن رفض الأقران ليس مجرد علامة على عدد من الاضطرابات الخارجية، ولكنه أيضًا عامل مساهم في استمرارية الاضطرابات على مدار الزمن. (هينشو ولي (2003)) شرح أيضًا أن الارتباط مع الأقران المنحرفين يُعتقد أنه يؤثر على تطور اضطراب السلوك بطريقتين: 1) عملية «الاختيار» حيث يختار الشباب ذوو الخصائص العدوانية أصدقاء منحرفين، و 2) عملية «التسهيل» حيث تدعم شبكات الأقران المنحرفة أنماط السلوك غير الاجتماعي. وفي دراسة منفصلة أجراها بونين وزملاؤه، تبين أن برامج الرعاية الأبوية تؤثر بشكل إيجابي على سلوك الطفل وتخفض التكاليف على القطاع العام.

### عوامل أوسع في السياق
بالإضافة إلى العوامل الفردية والاجتماعية المرتبطة باضطراب السلوك، سلطت الأبحاث الضوء على أهمية البيئة والسياق في حالات الشباب دوي السلوك المعادي للمجتمع. ومع ذلك، من المهم ملاحظة أن هذه ليست عوامل ثابتة، بل هي عبارة عن معاملات متبادلة بطبيعتها (مثلا، يتأثر الأفراد ببيئتهم ويؤثرون بها أيضًا). على سبيل المثال، تمت دراسة مدى أمان الحي السكني والتعرض للعنف بالاقتران مع اضطراب السلوك، ولكن الحال ليس بالبساطة أن الشباب ذوي الميول العدوانية يقيمون في الأحياء العنيفة. تقترح نماذج المعاملات المتبادلة أن الشباب قد يلجأون إلى العنف في كثير من الأحيان نتيجة التعرض للعنف المجتمعي ، لكن استعدادهم للعنف يسهم أيضا في تكوين مناخ الحي السكني.

## التشخيص
تم تصنيف الاضطرابات السلوكية في الإصدار الرابع من الدليل التشخيصي والإحصائي للاضطرابات العقلية (DSM). يتم تشخيص المرض على أساس نمط طويل من السلوك غير الاجتماعي مثل الانتهاك الخطير للقوانين والأعراف والقواعد الاجتماعية في الأشخاص الذين تقل أعمارهم عن 18 عامًا. تُستخدم معايير مماثلة لمن تجاوزت أعمارهم 18 عامًا لتشخيص اضطراب الشخصية المعادية للمجتمع. لا توجد مراجعات مقترحة للمعايير الرئيسية لاضطراب السلوك في «الدليل التشخيصي والإحصائي للاضطرابات النفسية»؛ وهناك توصية من مجموعة العمل لإضافة محدد إضافي للسمات القاسية وغير العاطفية. وفقًا لمعايير DSM-5 الخاصة باضطراب السلوك ، هناك أربع فئات يمكن أن تكون موجودة في سلوك الطفل: الاعتداء على الناس والحيوانات، تدمير الممتلكات، الخداع أو السرقة، والانتهاك الخطير للقواعد.
تقريبا جميع المراهقين الذين يعانون من اضطراب تعاطي المخدرات لديهم سمات تشبه اضطراب السلوك، ولكن بعد العلاج الناجح لاضطراب تعاطي المخدرات، ما يقرب من نصف هؤلاء المراهقين لم تعد تظهر عليهم أعراض تشبه اضطراب السلوك. لذلك، من المهم استبعاد الأسباب التي تعود للمواد المخدرة، وبدلاً من ذلك يتم معالجة اضطراب تعاطي المخدرات قبل إجراء تشخيص نفسي لاضطراب السلوك.

## العلاج
العلاج الأكثر فعالية للفرد الذي يعاني من اضطراب السلوك هو العلاج الذي يقوم بدمج العوامل الفردية والمدرسة والأسرية. بالإضافة إلى ذلك، ينبغي أن يسعى العلاج أيضًا إلى معالجة النزاع العائلي مثل الخلاف الزوجي أوالاكتئاب الأمومي.

## المآل
حوالي 25-40 ٪ من الشباب المصابين باضطراب السلوك معرضون للتشخيص باضطراب الشخصية المعادية للمجتمع عندما يصلون إلى سن الرشد. وبالنسبة لأولئك الذين لا يتطور عندهم اضطراب الشخصية المعادية للمجتمع، لا يزال معظمهم يعانون من ضعف اجتماعي في مرحلة البلوغ.

## الوبائياتالبيئية
من المتوقع أن يؤثر اضطراب السلوك على 51.1 مليون شخص على مستوى العالم اعتبارًا من عام 2013 وتقدر نسبة الأطفال المتأثرين باضطراب السلوك من 1-10 ٪. ورغم ذلك، فإن النسبة تزيد بين الشباب المسجونين أو الشباب المحتجزين في سجون الأحداث إلى ما بين 23 ٪ و 87 ٪.

### الاختلافات بين الجنسين
تشير غالبية الأبحاث المتعلقة باضطراب السلوك إلى وجود عدد أكبر بكثير من الذكور المشخصين بالمرض مقارنةً بالإناث، بجانب بعض التقارير التي تشير إلى وجود فرق ثلاثة إلى أربعة أضعاف في الانتشار بينهما. ومع ذلك، قد يكون هذا الاختلاف متحيزًا إلى حد ما من خلال استخدام المعايير التشخيصية التي تركز على السلوكيات الأكثر ظهورا وعلانية، مثل العدوان والشجار، والتي تظهر في الذكور بشكل أكبر. بينما من المحتمل أن تتميز الإناث بسلوكيات سرية، مثل السرقة أو الهروب. علاوة على ذلك، يرتبط اضطراب السلوك في الإناث بالعديد من النتائج السلبية، مثل اضطراب الشخصية المعادية للمجتمع والحمل المبكر مما يشير إلى أن الاختلافات بين الجنسين في السلوكيات التخريبية تحتاج إلى فهم أكبر.
ويعتبر الإناث أكثر استجابة من الذكور لضغط الأقران  بما في ذلك الشعور بالذنب 

### الولايات المتحدة
تعتبر البحوث محدودة فيما يتعلق بتأثير الاختلافات العرقية أو الثقافية على انتشار وعرض اضطراب السلوك. ومع ذلك، يبدو أن الشباب الأمريكيين الأفارقة هم أكثر عرضة للإصابة باضطراب السلوك في حين أن الشباب الآسيوي الأمريكي لهم ثلث الاحتمالية لتطوير اضطراب السلوك بالمقارنة مع الشباب الأمريكي الأبيض.